# Nectarinella championi
Nectarinella championi är en getingart som först beskrevs av Dover 1925.  Nectarinella championi ingår i släktet Nectarinella och familjen getingar. Inga underarter finns listade i Catalogue of Life.